# Richard Mentor Johnson
Richard Mentor Johnson (n. 17 octombrie 1780, Kentucky, SUA – d. 19 noiembrie 1850, Frankfort, Kentucky, SUA) a fost un politician american, vicepreședinte al Statelor Unite ale Americii între 1837 și 1841.